# Mesophyllum imbricatum
Mesophyllum imbricatum (Dickie) Adey, 1970  é o nome botânico  de uma espécie de algas vermelhas  pluricelulares do gênero Mesophyllum, subfamília Melobesioideae.
- São algas marinhas encontradas na Indonésia e Filipinas.

## Sinonímia
- Lithothamnion imbricatum  Dickie, 1877
- Lithothamnion dickei  Foslie, 1900